# Pietro Bracci

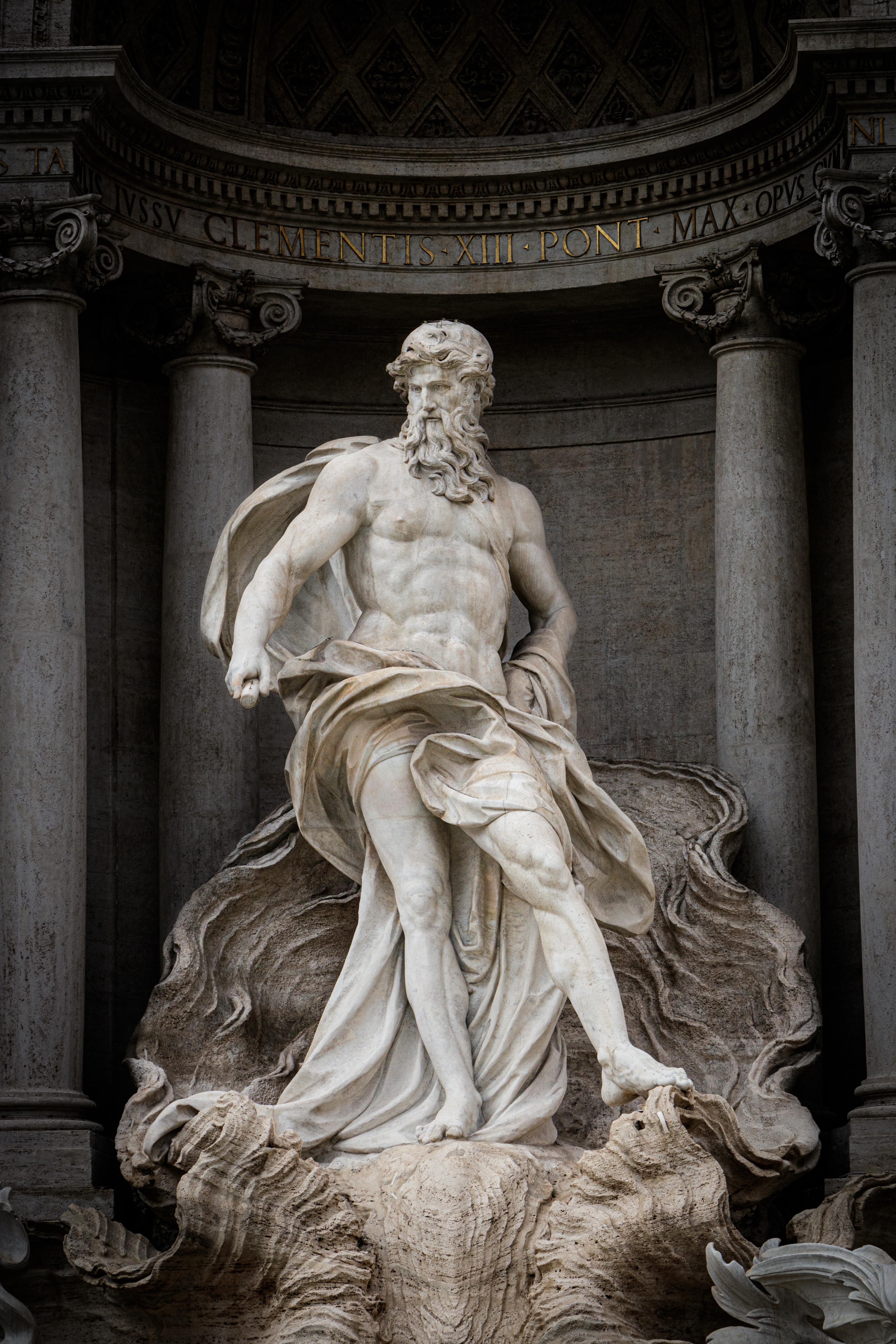
Okeanos, Fontana di Trevi.

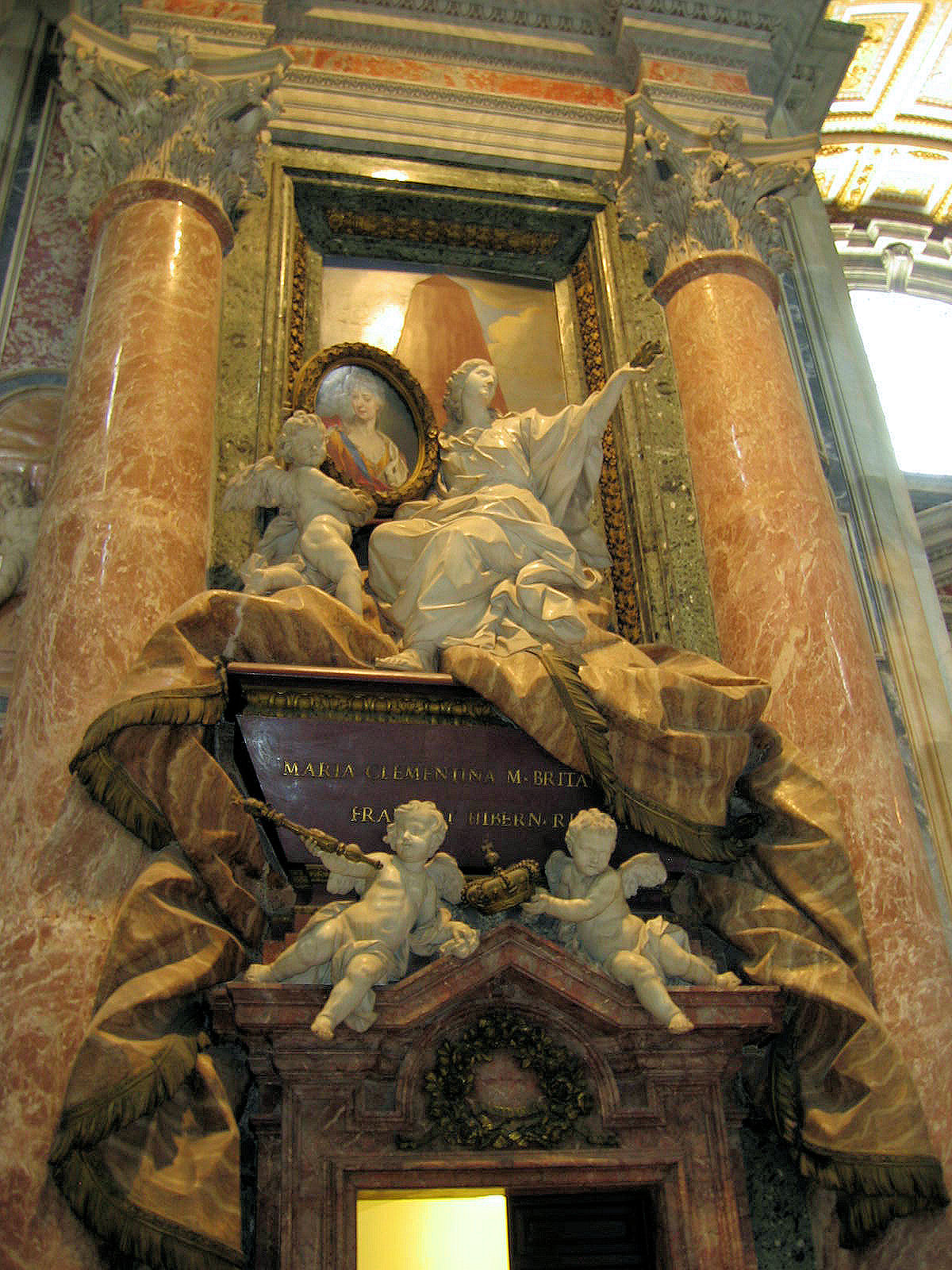
Gravmonument över Maria Clementina Sobieski (1744). Peterskyrkan.

Pietro Bracci, född 16 juni 1700 i Rom, död 13 februari 1773 i Rom, var en italiensk skulptör under senbarocken.
Pietro Bracci var till en början elev till skulptören Camillo Rusconi. Hans staty av påven Benedictus XIII (1734) i Santa Maria sopra Minerva fick god kritik.
Det överdådiga gravmonumentet över Maria Klementina Sobieska (1744), hustru till Jakob Edvard Stuart, i Peterskyrkan uppvisar en tydlig påverkan från Berninis skulpturala formspråk. Bracci har även utfört påven Benedictus XIV:s gravmonument (1769), även det i Peterskyrkan.
Pietro Bracci skulpterade även Okeanosgestalten för Fontana di Trevi.